# Medaile 50. výročí Ozbrojených sil SSSR
Medaile 50. výročí Ozbrojených sil SSSR (rusky Юбилейная медаль «50 лет Вооружённых Сил СССР») byla sovětská pamětní medaile založená roku 1967 při příležitosti 50. výročí Ozbrojených sil Sovětského svazu.

## Historie
Medaile byla založena dekretem prezidia Nejvyššího sovětu Sovětského svazu ze dne 26. prosince 1967 u příležitosti padesátého výročí ozbrojených sil SSSR. Autorem vzhledu medaile je A. B. Žuk.

## Pravidla udílení

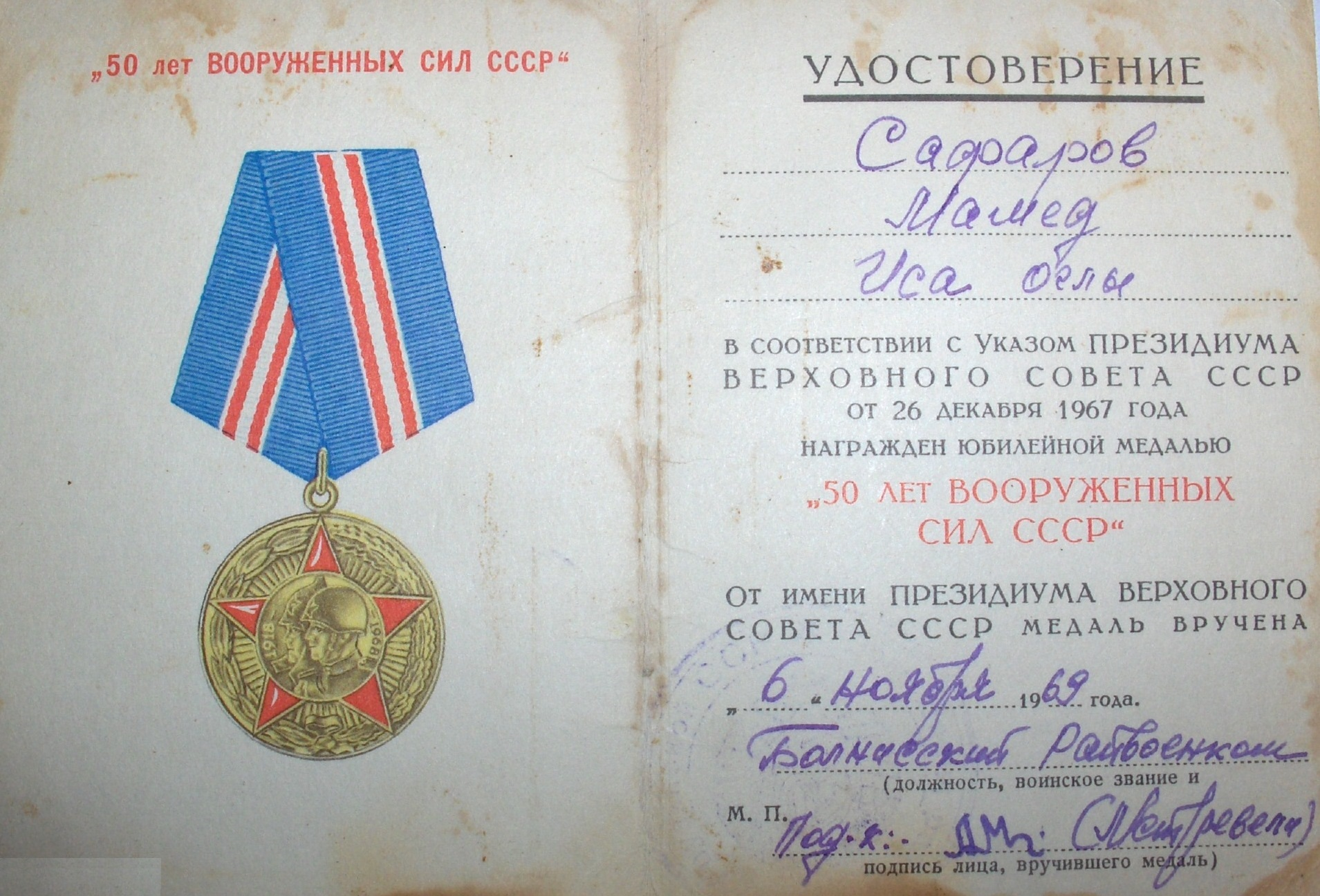
Osvědčení o udělení medaile

Medaile byla udílena maršálům, generálům, admirálům, důstojníkům, poddůstojníkům i řadovým vojákům a námořníkům, kteří sloužili k rozhodnému datu 23. února 1968 v rudé armádě a námořnictvu či byli příslušníky jednotek ministerstva pro veřejný pořádek a KGB. Udělena byla i kadetům vojenských škol. Udělena mohla být i vojákům propuštěným do zálohy či výslužby, pokud dříve v aktivní službě odsloužili minimálně dvacet let. Obdrželi ji také Hrdinové Sovětského svazu a nositelé Řádu slávy. Běžně byli také udíleny osobám již dříve oceněným medailemi Za odvahu, Ušakova, Za bojové zásluhy, Nachimova, Za zásluhy při obraně státní hranice SSSR, Za pracovní udatnost nebo Za vynikající práci.
Medaile se nosí nalevo na hrudi. V přítomnosti dalších sovětských medailí se nosí za medailí 40. výročí Ozbrojených sil SSSR. K 1. lednu 1995 bylo toto vyznamenání uděleno v 9 527 270 případech.

## Popis medaile
Medaile kulatého tvaru o průměru 37 mm je vyrobena z mosazi. Na přední straně je pěticípá hvězda s cípy pokrytými červeným smaltem. Mezi cípy hvězdy míří ze středu medaile vycházející paprsky. Uprostřed hvězdy je kulatý medailon o průměru 19 mm. V medailonu jsou dva sovětští vojáci. Vlevo je datum 1918 a vpravo datum 1968. Při vnějším okraji je věnec z poloviny tvořený vavřínovými listy a z poloviny dubovými listy. Na zadní straně je v horní části pěticípá hvězda. Uprostřed ní je srp a pluh. Pod hvězdou je nápis na třech řádcích v cyrilici ПЯТЬДЕСЯТ ЛЕТ ВООРУЖЕННЫХ СИЛ СССР (padesát let Ozbrojených sil SSR). Vnější okraje medaile jsou vystouplé. Všechny nápisy i motivy jsou konvexní.
Medaile je připojena pomocí jednoduchého kroužku ke kovové destičce ve tvaru pětiúhelníku potažené tyrkysovou hedvábnou stuhou z moaré. Stuha je široká 24 mm. Uprostřed je 2 mm široký proužek bílé barvy, na který z obou stran navazuje stejně široký červený proužek a bílý proužek široký 0,5 mm.